# Kim Seung-ok
Kim Seung-ok, auch Kim Sŭng-Ok (* 23. Dezember 1941 in Osaka, Japan) ist ein südkoreanischer Schriftsteller.

## Leben
Kim Seung-ok wurde am 23. Dezember 1941 in Osaka, Japan, geboren. 1945 zog er nach Korea. Er wuchs in Sunch'ŏn, einer Stadt im Süden Koreas, auf und absolvierte sein Studium der Französischen Literatur an der Seoul National University. Da er 1960 zu studieren begann, dem Jahr, als die April-Revolution ausbrach, wird er häufig der „Generation des 19. April“ zugeordnet.
1962 gewann er mit seiner Erzählung Leben üben den jährlichen Literaturwettbewerb der Hankook Ilbo (Korea-Zeitung). Dadurch wurde er in der Literaturszene bekannt. Im selben Jahr gründete er mit seinen Studienkollegen Kim Hyŏn und Ch'oe Ha-rim die Literaturzeitschrift Sanmun sidae (Prosazeit), in der er u. a. sein Fantasie-Notizbuch veröffentlichte.
Seitdem war er als Schriftsteller aktiv. Mujin im Nebel (1964) machte ihn zum bedeutendsten Repräsentanten der neuen Literaturtendenz. Die ungewöhnliche Atmosphäre und der besondere Stil in seinen Texten, in denen er die menschliche Existenz mit all ihren Desillusionen thematisiert, galten als repräsentativ für die von Selbstverachtung erfüllte Geisteswelt der damaligen Studenten.
Im Jahre 1965 bekam er für seine Erzählung Seoul, Winter 1964 den Tong-in-Literaturpreis. In dieser Erzählung vollendete der Autor, so die Kritiker, seine einzigartige Literaturwelt, in der er die Alltäglichkeit der Stadt und die innere Welt ihrer sich selbst verachtenden Kleinbürger in seinem typisch trockenen Stil beschreibt. 1977 war er der erste Preisträger des Yi-Sang-Literaturpreis, den er für seine Erzählung Mondschein über Seoul: Kapitel Null verliehen bekam. Dadurch konnte Kim Seung-ok seine Position als erfahrener Schriftsteller festigen. Mit den Erzählungen Die Art der 60er Jahre und Fruchtbarkeit, die eine gewisse erotische Tendenz zeigen, versuchte er, die Desillusion des modernen Menschen zu überwinden. Doch selbst dieser Versuch vermochte nicht seine eigene ungewöhnlich hartnäckige Desillusion zu zerstören. Er wandte sich dem Christentum zu und hörte auf Erzählungen zu schreiben. Seit dreißig Jahren veröffentlicht er Essays über seine religiösen Erfahrungen und lebt als frommer Christ. Seit 1999 lehrt er Koreanische Literatur an der Sejong-Universität.
2004 gab der Verlag Munhakdongnae das gesamte Erzählwerk Kim Seung-oks heraus.

## Arbeiten

### Erzählbände
- 60년대식 (Die Art der 60er Jahre) (Sŏŭm, 1966)
- 서울 1964년 겨울 (Seoul, Winter 1964) (Changmunsa, 1966)
- 김승옥 소설집 (Kim Seung-ok. Erzählungen) (Saemt'ŏsa, 1975)
- 무진기행 (Mujin im Nebel) (Pŏmusa, 1977)
- 환상수첩 (Fantasie-Notizbuch) (Koryŏwon, 1987)
- 내가 훔친 여름 (Der Sommer, den ich mir stahl) (Hanjin, 1980)
- 염소는 힘이 세다 (Stark ist der Ziegenbock) (Minŭmsa, 1980)
- 다산성 (Hohe Produktivität) (Hankyoreh, 1987)

### Romane
- 강변부인 (Die Frau am Fluss) (Hanjin, 1977)
- 위험한 얼굴 (Gefährliches Gesicht) (Chisik sanŏpsa, 1977)

### Gesamtwerke
- 김승옥 소설 전집 (Kim Seung-ok. Gesamtwerk) (Munhakdongne, 2004)

### Übersetzungen

#### Deutsch
- Seoul, Winter 1964. In: Koreanische Literatur – Ausgewählte Erzählungen, Band III Gegenwart. (Bouvier Verlag Herbert Grundmann, 1986) ISBN 3-416-01964-4.
- Mujin im Nebel. Edition Peperkorn, Thunum/Ostfriesland 2009, ISBN 978-3-929181-81-4.

#### Französisch
- A la Façon des années soixante (Ares: Actes Sud, 1995)
- La Surproductivité (Arles: Actes Sud, 1992)